# Dave Stevens
Dave Stevens (Lynwood, 29 luglio 1955 – Turlock, 11 marzo 2008) è stato un fumettista e illustratore statunitense, conosciuto principalmente per la creazione di The Rocketeer.

## Biografia
Nato in California ma cresciuto a Portland, nell'Oregon.
Esordisce professionalmente nel 1975 come assistente di Russ Manning alle matite per le tavole domenicali di Tarzan.
A partire dal 1977 lavora per la Marvel, (Star Wars e What If? principalmente) e collabora con Hanna-Barbera per il disegno di storyboard di cartoni animati (tra cui i Superamici).
Come disegnatore di storyboard partecipa anche alla composizione di sequenze de I predatori dell'arca perduta (1982).
La sua opera principale e più conosciuta è  The Rocketeer, nato nel 1981 ed edito dalla Pacific Comics, affascinante omaggio al mondo pulp anni venti: Stevens lo caratterizza con un tratto deciso e sgargiante nei colori, e lo popola di figure direttamente ispirate alle star dell'epoca (su tutte, le donne in stile pin up, come Bettie Page).
Sul personaggio è stato tratto nel 1991 anche il film Le avventure di Rocketeer.
Negli anni ottanta, occupandosi prevalentemente di illustrazione (molte le cover famose), diviene un punto di riferimento per molti disegnatori americani, vincendo anche 2 Kirby Awards nel 1985 e nel 1986.
Muore il 10 marzo 2008, a causa di una leucemia.

## Premi e riconoscimenti
- Kirby Award 1985 - Miglior disegnatore
- Kirby Award 1986 - Miglior graphic novel